# Evergreen (Love Theme from A Star Is Born)
«Evergreen» (también llamada «Love Theme from A Star Is Born») es una canción del año 1976 compuesta y cantada por Barbra Streisand con letra de Paul Williams para la película A Star Is Born (de 1976), ganadora del premio Óscar a la mejor canción original -Streisand se convertía así en la primera compositora en recibir el premio- y el premio Grammy a la mejor canción de dicho año. También forma parte de la popular lista de las 100 canciones más representativas del cine estadounidense que realizó la American Film Institute en el año 2004, en la que se sitúa en el puesto número 16.

## Descripción
La canción fue lanzada al mercado en enero de 1977 por la compañía discográfica Columbia Records. Está clasificada como de género música pop tradicional y adult contemporary, con una duración de 3 min 4 s.